# Anadyr-Straße

Anadyr Highway Karte

Die Straße nach Anadyr wird auf dem Gebiet der russischen Oblast Magadan und des Autonomen Kreises der Tschuktschen von der föderalen Fernstraße R504 Kolyma bis zur Stadt Anadyr mit Abzweigen nach Bilibino, Komsomolski (von wo bereits eine Straße nach Pewek existiert) und Egwekinot gebaut. In der Oblast Magadan ist die Straße als 44N-3 nummeriert; im Autonomen Kreis der Tschuktschen haben die bestehenden Segmente die Nummer 77K-022. Die neue Straße soll die ganzjährige Verbindung des Autonomen Kreis der Tschuktschen mit dem Rest Russlands sicherstellen.
Der Bau der Straße im Autonomen Kreis der Tschuktschen begann im Jahr 2012. Der Bau in der Oblast Magadan begann 2015.